# Никодим Константинидис (Тенедос)
 Тази статия е за воденския и бурсенски митрополит.  За серския и кизически вижте Никодим Константинидис (Цариград).  
Никодим (на гръцки: Νικόδημος) е гръцки духовник, воденски (1859–1870) и бурсенски митрополит (1870–1886) на Цариградската патриаршия.

## Биография

### Ранни години
Роден е в 1824 година на остров Тенедос в семейството на Константинос Константинидис и Ана. Двамата му племенници Никодим и Константин също са митрополити на Патриаршията. Получава начално образование на Тенедос. Митрополит Висарион Димотишки го ръкополага за дякон. След като прекарва в Димотика няколко години, отива да учи в Халкинската семинария, където се отличава с усърдие, оценено от учителя му Константин Ставруполски. След 5 години на Халки, Никодим завършва в 1851 година. По време на обучението си пише възхваляващ химн. През 1856 г., публикува в списание „Телксинои“ (т.1, № 10-11) в Цариград свой превод на богословски трактат от френски. Широкото му образование впечатлява дори противниците му борци за българщината в Македония като Киряк Държилов.
След като се дипломира работи като църковен преподавател в Одринската митрополия. След прехвърлянето на митрополит Герасим Одрински на престола в Халкидон през 1853 г., Никодим го последва като архидякон на Халкидонската митрополия. Там той остава в продължение на няколко години.

### Воденски митрополит
На 1 февруари 1859 г. умира митрополит Антим Воденски и на 3 февруари Никодим е избран за митрополит на Воденска епархия, на 4 февруари е ръкоположен за свещеник, а на 6 февруари е ръкоположен за воденски митрополит и на 1 април заминава за Воден.
Във Воден Никодим развива широка дейност. През 1861-62 година по негова инициатива е построена нова двуетажна каменна училищна сграда, в която се помещава гръцкото училище. В класното училище учат 50 ученици, а във взаимното – 300. Никодим основава гръцко училище и в Енидже Вардар, град подведомствен на митрополията му. За реконструкцията на воденското училище са похарчени 108 296,30 гроша, повечето от тях дарение на воденчани. Над входната врата на сградата е поставена мраморна плоча с епиграма от поета Илияс Танталидис.
През февруари 1862 година Никодим подкрепя с 1000 гроша инициативата на Воденското младежко братство за построяване на болница в града и дарява къща, принадлежаща на църквата „Сретение Господне“. При управлението на Никодим се изгражда и водопровод в града, два павирани пътя, които свързват Воден с манастира „Света Троица“ и местността Лонгос и местността Лонгос, в която воденчани имат имоти. Също така са изградени много църкви „Успение Богородично“, „Света Петка“ в Арсен, „Света Неделя“ в Гугово, „Свети Йоан Предтеча“ в Липариново, „Света Троица“ във Воден, „Свети Архангел Михаил“ в Нисия, „Успение Богородично“ в Енидже Вардар, „Свети Атанасий“ в Киркалово. Възстановени са църквите „Свети Йоан Богослов“ и „Св. св. Петър и Павел“ във Воден.
Поради голямата му активност във Воден, тогавашният патриарх Григорий VI Константинополски го кани през 1867 г. за член на събора, продължил до 12 юли 1869. Паралелно с това е и ефор на Семинарията в Халки. За отлично изпълнение на задълженията му по предложение на патриарха през ноември 1867 г. е удостоен с орден „Меджидие“ ІІІ степен заедно с други шест митрополит. Никодим е удостоен и с гръцкия Кръст на Архангелите. В 1868 г. Никодим е избран за един от шестимата епитропи на Централното образователно братство на Патриаршията.

#### Отношения с православната българската партия
Основният политически проблем, пред който се изправя Никодим във Воден е българското национално движения, изявяващо се като проекзархийско и униатско. Две години преди идването на Никодим, в 1857 година във Воден пристига Димитър Миладинов, който развива дейност по утвърждаване на българщината. Конфликтът между българите и Никодим започва още в 1863 година. В 1868 година се открива българско взаимно училище, а в края на 1869 – началото на 1870 година и българско читалище и българска община. В 1869 година населението на будната паланка Гумендже, в което работи българско училище, показно изгонва Никодим.
Исканията на българите към Никодим са няколко. Първо относно намесата на Никодим в делата на Поленинска епархия. Никодим и двама други митрополити са назначени за екзарси от патриарха, за да проверят дейността на поленинския епископ, българина Партений Зографски. Духовете се разбунват и жителите на Кукуш посрещат изключително враждебно тримата екзарси. Според тях Партений е съден по икономически, а не религиозни причини, тъй като не събирал пари от народа, за разлика от гръцките владици.
Второто обвинение към Никодим от страна на българската партия е в прекомерно данъчно облагане. Срещу това пишат и цариградският „Македония“ на Славейков и белградският „Дунавски лебед“ на Раковски. В дописка от воденчани до вестник „Македония“ от 27 май 1867 година се казва:
| „ | Бугаритѣ на Македоніѭ сакатъ езикотъ си во цьрквыте, сакатъ схолина и за да поддьржатъ тыя сакаятъ еднородецъ Бугаринъ владика, защо дори до овой сахатъ не салде грьцки владыцы имахѫ туку и фанатицы и терачи на езикотъ както Г-нъ Никодимъ, той що повике отъ два миліони гроша во малко казандиса отъ Бугаритѣ и за дарба имъ остави молепцуваніето на уніятството, а да сѫ тресаятъ още кутрытѣ попови да употрѣбатъ баремъ по проститѣ на литургіѭтѫ Бугарскы, и що велиѭ? нито „едно Господи помилуй“ треска го фащаше Г-на Никодима кога го слушаше. | “ |

Кореспондентът го обвинява, че е измамил паството си и е събрал подписи, с които да отиде в Цариград с по-голям престиж и иска неговото отстраняване. В писмо отговор 10 воденски първенци защитават Никодим и го молят да се върне в града. Вестник „Анатоликос Астир“ от 3 (15) юни 1867 година твърди, че когато Никодим тръгнал за Цариград, воденчани изразили желанието си скоро да се върне, и го уверили, че в никакъв случай не може да го заменят с друг. Вестникът обяснява и на автора на дописката в „Македония“, че парите на Никодим не са лични, а обществени. На 1 (13) юли 1867 година „Анатоликос Астир“ отново изразява възмущение от нападките срещу Никодим и твърди, че воденчани са напълно щастливи със своя клир. Според комисия по имотите на Патриаршията след смъртта на Никодим в Бурса имуществото му – книги и други възлиза на 105 986,20 гроша, а дълговете на епископа са 36350 гроша.
Третият проблем между българите и владиката е употребата на българския език в богослужението. Българската преса обвинява Никодим, че не позволява използването на български език в църквата и училището и иска уволнението му и заместването му с митрополит българин. На обвиненията на „Македония“ от 27 май 1867 година отговаря „Анатоликос Астир“ от 3 (15) юни, отбелязвайки, че воденчани говорят гръцки език, и съответно такъв език използват в църквите и училищата. За да противодейства Никодим допускал в църквите да се чете на български и дори самият той понякога водел проповедите си на местен български диалект. Тръпче Стоянов пише, че Никодим започнал да учи български, за да може да води проповеди на този език. През Великите пости всяка неделя вечер произнасял слово на български, като населението се трупало. Проповядвал на български не само във Воден, но и в Гумендже и в Енидже Вардар. Така около владиката се оформила умерена българска партия, начело с Хаджи Гело. Тези отстъпки на Никодим му спечелват омразата на крайната прогръцка партия, която започва да клевети владиката пред Патриаршията.
Що се отнася до българското училище – българската община в Цариград праща във Воден български учител да да се създаде училище, но Никодим не му позволява да остане в града дори и седмица. Той го наклеветява пред властите, учителят е арестуван, измъчван и отведен в Солун, като му е забранено да преподава във Воден. Това твърди и гръцкият учител във Воден Димитриос Платаридис, който смята Никодим за отговорен за конфликта между екзархисти и патриаршисти.

В дописка на вестник „Гайда“ от Енидже Вардар за откриване на българско училище от 1864 година се казва: 
| „ | ЕНИДЖЕ-ВАРДАР (Македония, Воденска епархия). – Слава Богу шо се отвори на Енидже училище да си пееме по бугарски и да си служиме на църквата по язикют ни… Воденицкиут владика кир Никодимос ного са мъчи да не ощава да си пееме по бугарцки, ама се напразно му испадна; мъ като виде инатут нему се чини и толко църно му са виде Енидже, сега има шес месеци шо недойдел, и му писа на питропот му поп Щатко сакилариос, кой сака за да даде владичина, нека даде, кой неки даде нека щон за назут, и толко му е мъчно и гърдо за бугарцки оти пееме. От Енидже като бегаше да не чуе по бугарцки та седише на Водин без гайле, и там фати да го файке форизмото оти бе форесувал кой пее по бугарцки. Оти и там воденци като се нагласиха неколко отидоха на Св. Гора на Илендар мънастир си земаха на вака едно поп булгарцки за духовник да биде на Водин, и му се молиа на кир Никодимос да го ощава попут да служи по булгарцки. Секак мани найде он, и като видео ти нема файда, му даде изин и фатия да си служат по бугарцки. От тай болнотия шо бегаше кир Никодимос му дойде на главата, и сега се издия от сърце... | “ |

Архимандрит Павел Божигробски при откриването на българската община заявява:
| „ | Отче святий, дойде часът! Вдигнаха ся всичките пречки! Никодима изкоренихме и новия владика сподействувахме да не му доде берат и да чака часа, в който ще му духниме... | “ |

#### Отношения с униатската българска партия
Друг основен проблем, с който трябва да се справя Никодим в епархията е униатството. Униатската пропаганда постига големи успехи в Енидже Вардар, благодарение на усилията на лазаристите от Солун. Българската преса твърди, че заради Никодим унията е обхванала епархията, но в отговора на воденските старейшини се казва, че броят на униатите намалява до 20. Появата на унията в Енидже Вардар, казва в доклад до Патриаршията митрополит Антим Преславски, по-късно екзарх на Българската църква, започнали, поради конфликта на ениджевардарци с Никодим по следните въпроси: облагането на жителите с 400 000 гроша за изграждане на централен храм, с 15 000 гроша за годишни заплати на учителите и отказа на Никодим да уволни свое протеже свещеник, който създавал проблеми за жителите. Според атинския вестник „Етнофилакс“ разпространението на папизма в Енидже Вардар е поради леността и безразличието на митрополит Никодим. Вестник „Анатоликос Астир“ обаче на 31 юли 1862 година пише, че несправедливо клеветят Никодим, който бил намалил униатите в епархията си.
Според Търпо Стоянов Патриаршията мести Никодим в Бурса, заради пробългарска политика.

### Бурсенски митрополит
На 2 април 1870 година Никодим сяда на митрополитския трон в Бурса (на гръцки Пруса), като наследава починалия Константий. През август 1874 година влиза в Светия синод, но след около седем месеца заминава за своята епархия след упоритото настояване на жителите на Бурса. При патриарх Йоаким III Константинополски е неизменно синодален член от 7 септември 1881 до 12 април 1883 г. Никодим поддържа кореспонденция с наследника си във Воден Агатангел и му помогна в трудната му задача за борба с българщината, но и едновременно с това поддържа разкола в гръцката партия.
В Бурса работи за изграждане на църкви и училища. Никодим е основател и първи президент на Общообразователното общество на Витиния. За 13 години създава женски училища в Каябаши, Демиркапъ, Сиги, Триглия, Сусурлук, Тепеджиккьой, Неохори (Еникьой), Централно църковно училище в Бурса и тройното училище в Мудания, което включва женско, начално и класно училище. Основава и училище в Елегми (Куршунлу). Построява църквите в Балъкпазар, Мудания и Аланитохори (Йълдъзтепе). Образователното ниво на епархия Бурса е много добро благодарение на жителите, но преди всичко на прелат Никодим.
През 1884 г. той е кандидат за патриаршеския престол с 9 гласа, като в крайна сметка е избран Йоаким IV Константинополски (1884-1886).
След 16 години владичество в Бурса, Никодим умира на 22 януари 1886 г. Устроено му е огромно погребение.